# 灰臉象尖鼠
灰臉象尖鼠（學名Rhynchocyon udzungwensis），又名灰臉森吉，是一種象鼩。

## 特徵
灰臉象尖鼠的毛很稀疏及有光澤，頭部呈灰色，身體則呈鮮紅色。背上有一很闊的褐紫紅色帶，腹部及尾巴呈淺褐色。它們的體型稍大，上顎的牙齒較長。它們一般長56.4厘米及重711克。

## 發現
灰臉象尖鼠於2005年被鏡頭捕捉到並確認為未知的象鼩。這些結果後來送交到加州科學院（California Academy of Sciences）的Galen Rathbun。他後來出發尋找灰臉象尖鼠，但2006年的旅程卻沒有發現。他指灰臉象尖鼠是126年以來發現的新物種。

## 棲息地
灰臉象尖鼠是坦桑尼亞中南部烏德宗瓦山脈（Udzungwa Mountains）的特有種。由於山脈被隔離，當中發展了很廣闊的生物多樣性。在這裡很多物種都是特有的，在其他地方是沒有的。灰臉象尖鼠棲息在山脈中的兩個保護區內，包括山區及亞山區森林。

## 繁殖
灰臉象尖鼠的數量估計有50-80隻，雄鼠與雌鼠的比例為1:1。它們會以葉子及土壤來築巢。一株樹上可以有4-5個巢。每胎約有1-2隻幼鼠。就它們的繁殖所知不多。

## 威脅
灰臉象尖鼠的主要威脅是人類的人口膨脹。非洲人口膨脹令很多森林及當中的生物面臨威脅。山火也是一種間接的威脅。加上它們的數量有限，棲息地的破壞會嚴重影響。另外有指獵殺也威脅它們，但需更多證據支持。
保育措施包括教育大眾有關保護灰臉象尖鼠及其天然棲息地的重要。另外，它們棲息在保育區內也可以保護它們免受捕獵及人口膨脹的影響。研究也令學者對它們有更多的認識，可以監察它們的數量。

## 外部連結
- . BBC. 2008-02-01  [2010-11-19]. （原始内容存档于2020-08-01）.